# Ворга
Во́рга — село в Ершичском районе Смоленской области России. Административный центр и единственный населённый пункт Воргинского сельского поселения.

## Физико-географическая характеристика
Село расположено в южной части области, в 22 км к югу от Рославля, на правом берегу реки Челкны (приток Ипути). Занимает общую площадь 5,77 км².

## История
Известно как минимум с 1855 года, когда здесь был основан стекольный завод.
Название от диалектного термина ворга — «болотистая местность, мокрая лощина», имеющего финно-угорское происхождение.
В 1948—1994 гг. имело статус посёлка городского типа.
В период ВОВ (1941—1945 гг.) население посёлка Ворга активно участвовало в партизанском движении: было сформировано и эффективно боролось с врагом Воргинское подразделение отряда (полка) им. Сергея Лазо; бойцы партизанского отряда в возрасте 14-15 лет плечом к плечу со взрослыми соотечественниками сражались с немецко-фашистскими захватчиками. Эсэсовцы жестоко мстили партизанам проводя карательные операции в отношении местного мирного населения. Была публично казнена Вихрова Елена Романовна — мать двух сыновей-близнецов Августа и Юлия Вихровых, молодых ребят — партизан. Парни в 14 лет ушли в отряд им. С.Лазо защищать Родину, Воргу, Смоленщину. В 1942 году Юлий погиб от рук полицаев, предателей из поселка Ворга. Август Петрович Вихров дожил до Великой Победы, участвовал в Берлинской операции.
В День освобождения Смоленщины от немецко-фашистских захватчиков 25 сентября 2017 года, на месте где была сформирована 5-я Воргинская партизанская бригада имени Сергея Лазо, был установлен памятник Воину-освободителю.

## Население
| 1941  | 1959  | 1970  | 1979  | 1989  | 2007  | 2012  |
| ----- | ----- | ----- | ----- | ----- | ----- | ----- |
| 1411  | ↗2548 | ↘2231 | ↘2030 | ↘1564 | ↘1231 | ↘1077 |
| 2013  | 2014  | 2015  | 2016  | 2017  | 2018  | 2019  |
| ↘1050 | ↘1010 | ↘959  | ↘928  | ↘906  | ↘885  | ↘865  |
| 2020  | 2021  |       |       |       |       |       |
| ↘836  | ↘773  |       |       |       |       |       |

## Экономика и инфраструктура
Воргинский стекольный завод основан в 1855 году промышленником Мухиным. Выпускает стеклянную тару.
Имеется Воргинская средняя школа, лесное хозяйство, психоневрологический интернат.
Конечная станция 12-ти километровой железнодорожной ветки от линии Рославль — Кричев.
По территории поселения проходит автомобильная дорога Рославль — Ершичи. Автобусное сообщение с Рославлем и Ершичами (маршрут № 220), Смоленском (№ 537).

## Воргинское сельское поселение
Воргинское сельское поселение (общая площадь 13,93 км²) было образовано 1 декабря 2004 года. Расположено в северной части Ершичского района. Граничит на юге — с Ершичским сельским поселением, на юго-западе и западе — с Поселковским сельским поселением, на северо-западе — с Шумячским районом, на севере и востоке — с Рославльским районом.
Глава муниципального образования, глава администрации и председатель совета депутатов — Парфёнова Нина Антоновна.